# Canal de potasio

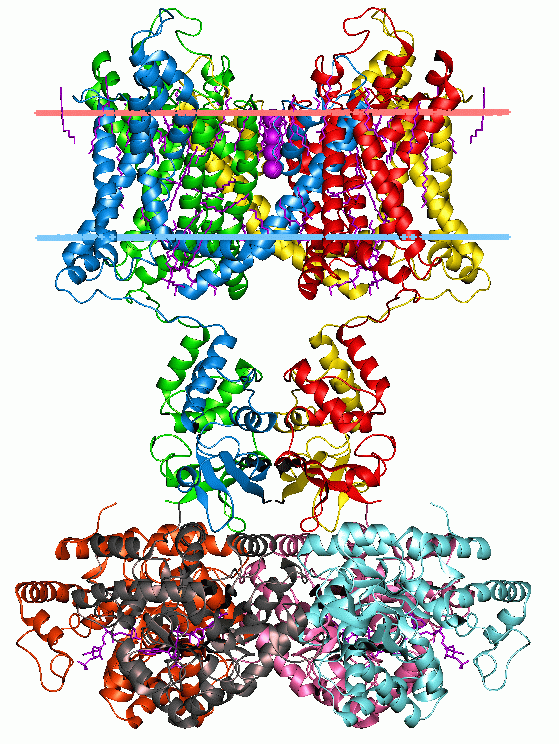
Canal de potasio Kv1.2, estructura en un entorno similar a una membrana. Los límites de hidrocarburos calculados de la bicapa lipídica se indican mediante líneas rojas y azules.

En biología celular, los canales de potasio son el tipo más común de canal iónico y están presentes en prácticamente todos los organismos vivos. Forman poros que atraviesan las membranas celulares y son selectivos para los iones de potasio. Se encuentran en la mayoría de los tipos de células y controlan una amplia gama de funciones celulares.

## Función
Los canales de potasio permiten el paso rápido y selectivo de iones de potasio según un gradiente electroquímico. Desde el punto de vista biológico, estos canales tienen la función de mantener o restaurar el potencial de reposo en muchas células. En las células excitables, como las neuronas, la salida de iones de potasio da forma al potencial de acción.
Dado que contribuyen a la regulación del potencial de acción del músculo cardíaco, el mal funcionamiento de los canales de potasio puede provocar arritmias. Los canales de potasio también participan en el mantenimiento del tono vascular y regulan los procesos celulares, como la secreción de hormonas (por ejemplo, la liberación de insulina de las células beta del páncreas); por esta razón, su mal funcionamiento puede conducir a enfermedades como la diabetes.

## Tipos
Hay cuatro clases principales de canales de potasio:
- Canales de potasio activados por calcio, que se abren en presencia de iones de calcio u otras moléculas señal.
- Canales de potasio rectificadores entrantes, en los que la corriente (carga positiva) pasa con mayor facilidad al interior de la celda.
- Canales de potasio en tándem, que son constitutivamente abiertos y responsables del potencial de reposo de las células.
- Canales de potasio activados por voltaje, que son canales iónicos activados por voltaje que se abren o cierran en respuesta a cambios en el voltaje transmembrana.

| Clase                                     | Subclases | Función | Bloqueadores                                                         | Activadores                                      |
| Canales activados por el calcio 6TM & 1P  | - Canal BK - Canal SK - Canal IK | - Inhibición en respuesta al aumento del calcio intracelular                                                  | - Charybdotoxina, iberiotoxina - Apamina                             | - 1-EBIO - NS309 - CyPPA                         |
| Canales rectificadores entrantes 2TM & 1P | - ROMK (Kir1.1) | - Reciclaje y secreción de potasio en las nefronas                                                            | - No selectivas: Ba2+, Cs+                                           | - Ninguno                                        |
| Canales rectificadores entrantes 2TM & 1P | - Regulado por GPCR (Kir3.x) | - Mediar el efecto inhibidor de muchos GPCR                                                                   | - Antagonistas de GPCR - Ifenprodil                                  | - Agonistas de GPCR                              |
| Canales rectificadores entrantes 2TM & 1P | - Canales sensibles al adenosín trifosfato (ATP) (Kir6.x) | - Se cierran cuando la concentración de ATP es suficientemente alta para promover la excreción de insulina    | - Glibenclamida - Tolbutamida                                        | - Diazóxido - Pinacidil - Minoxidil - Nicorandil |
| Canales en tándem 4TM & 2P                | - TWIK (TWIK-1, TWIK-2, KCNK7) - TREK (TREK-1, TREK-2, TRAAK) - TASK (TASK-1, TASK-3, TASK-5) - TALK (TASK-2, TALK-1, TALK-2) - THIK (THIK-1, THIK-2) - TRESK | - Contribuir al potencial de reposo                                                                           | - bupivacaina - Quinidina                                            | - Halotano                                       |
| Canales activados por voltaje 6TM & 1P    | - hERG (Kv11.1) - KvLQT1 (Kv7.1) | - Repolarización del potencial de acción - Frecuencia del potencial de acción (su disfunción causa arritmias) | - Tetraetilamonio - 4-Aminopiridina - Algunos tipos de dendrotoxinas | - Retigabina (Kv7)                               |

## Estructura

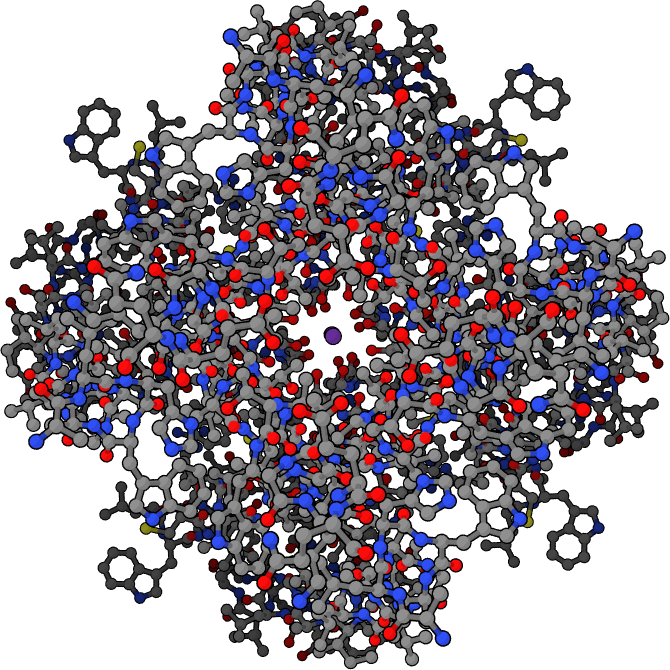
Vista superior de un canal de potasio con iones de potasio (en morado) que se mueven a través del poro (en el centro).

Los canales de potasio tienen una estructura tetramérica en la que cuatro subunidades de proteínas idénticas se combinan para formar un complejo dispuesto alrededor de un poro iónico central (un homotetrámero). Alternativamente, cuatro subunidades de proteínas similares pero no idénticas pueden asociarse para formar complejos heterotetraméricos. Todas las subunidades del canal de potasio tienen una estructura distintiva (P-loop) que se encuentra en la parte superior del poro y es responsable de la permeabilidad selectiva al potasio.
Más de 80 genes codifican subunidades del canal de potasio en mamíferos. Sin embargo, los canales de potasio más estudiados para la estructura molecular son los de las bacterias. Mediante cristalografía de rayos X, se obtuvo información sobre cómo los iones de potasio pasan a través de estos canales y por qué no lo hacen los iones de sodio. El Premio Nobel de Química de 2003 fue otorgado a Rod MacKinnon por su trabajo pionero en esta área.

### Filtro de selectividad
Los canales de iones de potasio eliminan la capa de hidratación del ión cuando ingresa al filtro de selectividad. El filtro de selectividad está formado por una secuencia de cinco residuos, TVGYG, dentro del P-loop de cada subunidad. Esta secuencia está muy conservada, con la excepción de que un residuo de isoleucina de los canales iónicos eucariotas a menudo se reemplaza con un residuo de valina en los procariotas. La secuencia en el P-loop adopta una estructura única, con los átomos de oxígeno del carbonilo electronegativo alineados hacia el centro del poro del filtro para formar un antiprisma cuadrado que solvata agua alrededor de cada punto de unión de potasio.

### Región hidrofóbica
Esta región se utiliza para neutralizar el entorno alrededor del ión potasio para que no sea atraído por otras cargas. Además, acelera la reacción.

### Cavidad central
Un poro central, de 10 Å de ancho, está ubicado cerca del centro del canal transmembranal, donde la barrera de energía es más alta para el ion transversal debido a la hidrofobia de la pared del canal. La cavidad llena de agua y el extremo C-terminal polar de las hélices de los poros facilitan la barrera energética para el ion. Se cree que la repulsión por preceder a múltiples iones de potasio ayuda al rendimiento de los iones. La presencia de la cavidad puede entenderse intuitivamente como uno de los mecanismos del canal para superar la barrera dieléctrica, o la repulsión por la membrana de bajo dieléctrico, manteniendo el ion K+ en un ambiente acuoso y altamente dieléctrico.

## Regulación

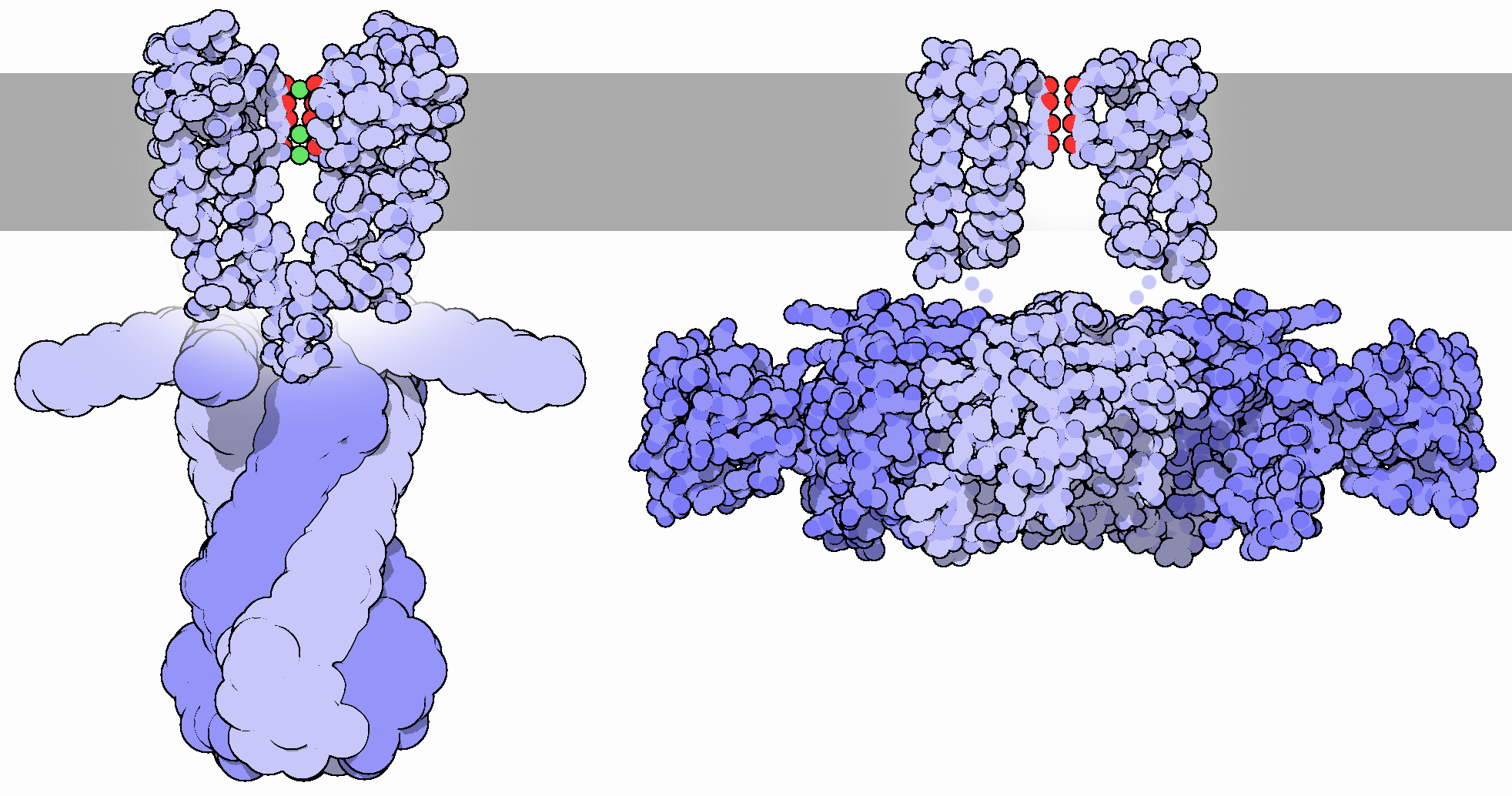
Representación gráfica de canales de potasio abiertos y cerrados. Se muestran dos canales bacterianos simples para comparar la estructura del canal "abierto" de la derecha con la estructura "cerrada" de la izquierda. En la parte superior está el filtro (que selecciona los iones de potasio) y en la parte inferior está el dominio de activación (que controla la apertura y el cierre del canal).

El flujo de iones a través del poro del canal de potasio está regulado por dos procesos: activación e inactivación. La activación es la apertura o cierre del canal en respuesta a estímulos, mientras que la inactivación es el cese del flujo de corriente desde el canal de potasio abierto, junto con la pérdida de la capacidad del canal para reanudar la conducción. Estos procesos sirven para regular la conductancia del canal, y cada uno de ellos puede estar mediado por diferentes mecanismos.
Generalmente, la activación está mediada por dominios estructurales adicionales que detectan estímulos y abren el poro del canal. Estos dominios responden a los estímulos abriendo físicamente la puerta intracelular del poro, permitiendo que los iones de potasio atraviesen la membrana. Algunos canales tienen múltiples dominios reguladores o proteínas accesorias, que pueden modular la respuesta al estímulo. Los mecanismos son todavía un tema de debate, pero se conocen estructuras para varios de estos dominios reguladores, por ejemplo, los sectores RCK de canales procarióticos y eucarióticos.
La inactivación se produce con el mecanismo conocido como modelo "bola y cadena". La inactivación implica la interacción del extremo N del canal, o una proteína asociada, con el poro y da como resultado su oclusión. Alternativamente, se piensa que la inactivación puede ocurrir dentro del propio filtro de selectividad, donde los cambios estructurales lo harían no conductor.

## Farmacología

### Bloqueadores
Los bloqueadores de los canales de potasio inhiben el flujo de iones de potasio a través del canal. Compiten con el potasio en el filtro de selectividad o se unen fuera del filtro ocluyendo la conducción de iones. Un ejemplo de bloqueadores son los cationes de amonio cuaternario, que se unen en el lado extracelular o en la cavidad central del canal. Dado que los iones de amonio cuaternario bloquean la cavidad central, también se conocen como bloqueadores de canales abiertos, porque el bloqueo requiere la apertura previa de la puerta citoplasmática.
Los iones bario pueden bloquear las corrientes del canal de potasio, uniéndose con alta afinidad dentro del filtro de selectividad. Se cree que de este vínculo estrecho subyace a la toxicidad del bario, que inhibe la actividad del canal de potasio en las células excitables.
En terapia, los bloqueadores de los canales de potasio, como la 4-Aminopiridina y la 3,4-diaminopiridina se han estudiado para el tratamiento de afecciones como la esclerosis múltiple. Al actuar sobre los canales de potasio del corazón, estas moléculas pueden producir efectos secundarios que conducen a Síndrome del QT largo, una afección potencialmente mortal. Como resultado, todos los medicamentos nuevos se prueban preclínicamente para determinar la seguridad cardíaca.

### Activadores
Existen diversos medicamentos que facilitan la transmisión de iones a través de los canales de potasio. Algunos ejemplos son: Diazóxido, un vasodilatador utilizado para la hipertensión, relajación del músculo liso; el Minoxidil un vasodilatador usado para tratar la hipertensión y la caída del cabello; el Pinacidil; la Retigabina, un anticonvulsivo; o la Flupirtina, un analgésico y relajante muscular con propiedades anticonvulsivas.